# Jānis Klovāns
Jānis Klovāns   (Ruba Parish, 9 d'abril de 1935 - Riga, 5 d'octubre de 2010) fou un Gran Mestre (GM) d'escacs letó. Obtingué el títol de Mestre Internacional (MI) el 1976, i el de GM el 1997, als 62 anys, després de la seva primera victòria al Campionat del Món Sènior, una gesta notable, ja que és segurament la persona de més edat que mai hagi obtingut el títol de GM per mèrits sobre el tauler (no com a títol honorari per la carrera retrospectiva). Això pot ser degut al fet que tot i que Klovāns fou un molt fort jugador durant molts anys, rarament va tenir l'oportunitat de jugar fora les fronteres de la Unió Soviètica i, per tant, va tenir poques oportunitats d'obtenir títols de la FIDE.
El seu millor rànquing Elo s'ha estimat en 2630 punts, el novembre de 1975, moment en què tenia 40 anys, cosa que el situaria en 55è lloc mundial en aquella data. Segons chessmetrics, va ser el 40è millor jugador mundial el desembre de 1962.

## Resultats destacats en competició

### Campionats nacionals
Va guanyar el Campionat d'escacs de Letònia deu cops (1954, 1962, 1967, 1968, 1970, 1971, 1975, 1979, 1986, i 1989), i va participar en diversos campionats d'escacs de l'URSS. Va guanyar el Campionat del Bàltic de 1967, a Jūrmala, i novament a l'edició de 1979, a Daugavpils.

### Olimpíades d'escacs
Klovāns va representar Letònia en dues Olimpíades d'escacs: el 1992, a Manila com a segon tauler suplent (+0 −0 =2). I el 2000, a Istanbul, al tercer tauler (+5 −4 =4).

### Mundials Sènior
Va guanyar tres Campionats del món sènior els anys 1997, 1999, i 2001. Fou un jugador que encara estava en actiu quan tenia més de setanta anys, jugant regularment torneigs per tot Europa, i mantenint un Elo aproximat de 2400, cosa que el convertia en un dels més forts jugadors en el seu grup d'edat. Al Campionat del món sènior de 2008 hi fou 11è (el campió va ser en Mikhaïl Podgaets).